# Kampfhubschraubergeschwader 5

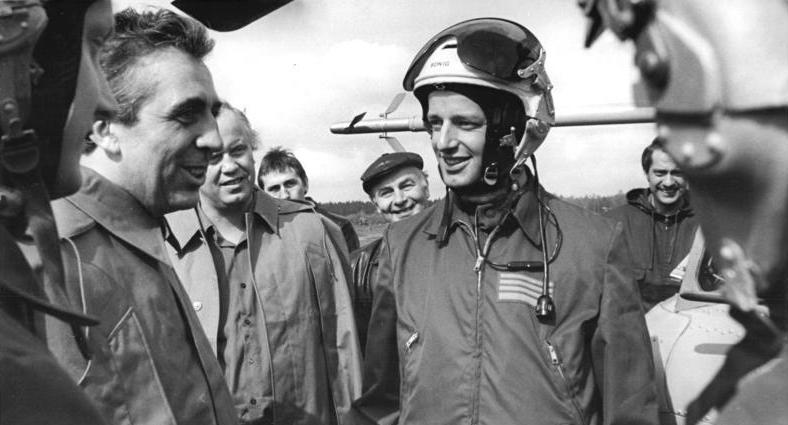
Egon Krenz bei einem Truppenbesuch im KHG-5, 1982

Das Kampfhubschraubergeschwader 5 Adolf von Lützow (KHG-5) war ein fliegender Verband der Armeefliegerkräfte der NVA und im Stavenhagener Ortsteil Basepohl stationiert. Am 1. März 1980 bekam es den Namen des preußischen Offiziers Adolf von Lützow verliehen.

## Geschichte
Das KHG-5 war das erste von insgesamt zwei Kampfhubschraubergeschwadern der NVA. Seine Aufstellung erfolgte offiziell am 1. November 1975 als Hubschraubergeschwader 54 (HG-54) durch Übernahme der mit Mi-2 ausgerüsteten 3. Staffel und Teilen der mit Mi-8T ausgerüsteten 5. Staffel des Hubschraubergeschwaders 34 (HG-34) in Brandenburg-Briest.
Als Standort für das zukünftige „Hubschraubergeschwader Nord“ war 1973 Basepohl im Bezirk Neubrandenburg ausgewählt und am 13. November gleichen Jahres bestätigt worden. Das Gelände wurde ab Anfang der 1970er Jahre militärisch erschlossen und bis dahin nur von den Landstreitkräften genutzt. Ab 1975 begann der Bau einiger Standplätze und Rollwege durch das Baupionierbataillon 14 (BPiB-14). Die Übergabe des Platzes an das HG-54 erfolgte am 12. Oktober 1975, der Ausbau wurde aber parallel zum einsetzenden Flugbetrieb noch fortgesetzt. Später entstand für die Geschwaderangehörigen und ihre Familien in unmittelbarer Umgebung eine Wohnsiedlung.
Am 24. November 1975 verlegten die beiden ehemaligen Staffeln des HG-34 auf den neuen Standort. Da die NVA zu diesem Zeitpunkt noch nicht über Kampfhubschrauber verfügte, wurden die Mi-2 und Mi-8T mit Maschinengewehren, Raketenbehältern und Freifallbomben bewaffnet und geflogen. Bis Dezember 1975 wurde der Geschwaderbestand auf 21 Mi-2 und vier Mi-8T aufgestockt. 1977 erhielt das HG-54 die ersten Kampfhubschrauber Mi-8TB (18 Stück).
Im Mai 1978 erhielt das Geschwader als erste Einheit der Warschauer Pakts außerhalb der Sowjetunion vier Exemplare des Kampfhubschraubers Mi-24D. Der erste Flug eines Mi-24D fand am 4. Juli 1978 in Basepohl statt. Am 1. Dezember 1981 erfolgte die Umbenennung des HG-54 in Kampfhubschraubergeschwader 57 (KHG-57), gleichzeitig wurde in Brandenburg-Briest das KHG-67 als zweiter NVA-Truppenteil dieses Typs aufgestellt. Am 12. Juni 1982 wurden die beiden Geschwader dem FO FAFK (Führungsorgan der Front- und Armeefliegerkräfte) innerhalb der Luftstreitkräfte/Luftverteidigung unterstellt.
Ab 30. April 1981 wurde das KHG-57 auch in das Diensthabende System der Luftverteidigung eingebunden. Dafür wurde ganzjährig auf dem Gelände der Funktechnischen Kompanie 432 in Groß Molzahn ein Mi-24D stationiert. In den Monaten von April bis Oktober kamen die Standorte der FuTK 614 in Altensalzwedel (ein Mi-24D) und FuTK 613 in Athenstedt (ein Mi-8TB) hinzu.
Am 14. November 1984 wurde das KHG-57, dem Vorbild der Doktrin der Roten Armee entsprechend, gleichzeitig mit dem KHG-67 den Landstreitkräften mit direkter Unterstellung unter den Militärbezirk V mit Sitz in Neubrandenburg eingegliedert. Am 15. Juli 1986 wurde für die Ausbildung ein Mi-24-Simulator PTW-241 in Betrieb genommen. Die Umbenennung in Kampfhubschraubergeschwader 5 erfolgte am 1. Dezember 1986. Zu diesem Zeitpunkt befanden sich 13 Mi-18TB und 20 Mi-24D im Bestand.
Als einzige Einheit innerhalb der NVA erhielt das KHG-5 Ende 1989 zwölf Mi-24P, von denen der erste am 15. Dezember nach Basepohl überführt wurde.
In der weiteren Folge der Wende und friedlichen Revolution in der DDR wurde das KHG-5 im März 1991 aufgelöst und als Heeresfliegerstaffel 80 in die Bundeswehr integriert. Die vorhandenen Mi-8 waren zuvor entmilitarisiert und vier ehemalige Mi-8TB ab April 1990 als Mi-8B für SAR- und Luftrettungsaufgaben eingesetzt worden. Die Mi-24 wurden nur noch sporadisch geflogen und am 3. Juli 1992 stillgelegt. Je zwei Mi-24D und Mi-24P wurden bei der WTD 61 getestet, je eine wurde zur Erprobung an die US Army abgegeben. Am 14. September 1994 fand der letzte Flug innerhalb der HFlgStff 80 statt, der Stützpunkt Basepohl wurde anschließend aufgegeben.

## Hubschrauberbestand am 2.Oktober 1990

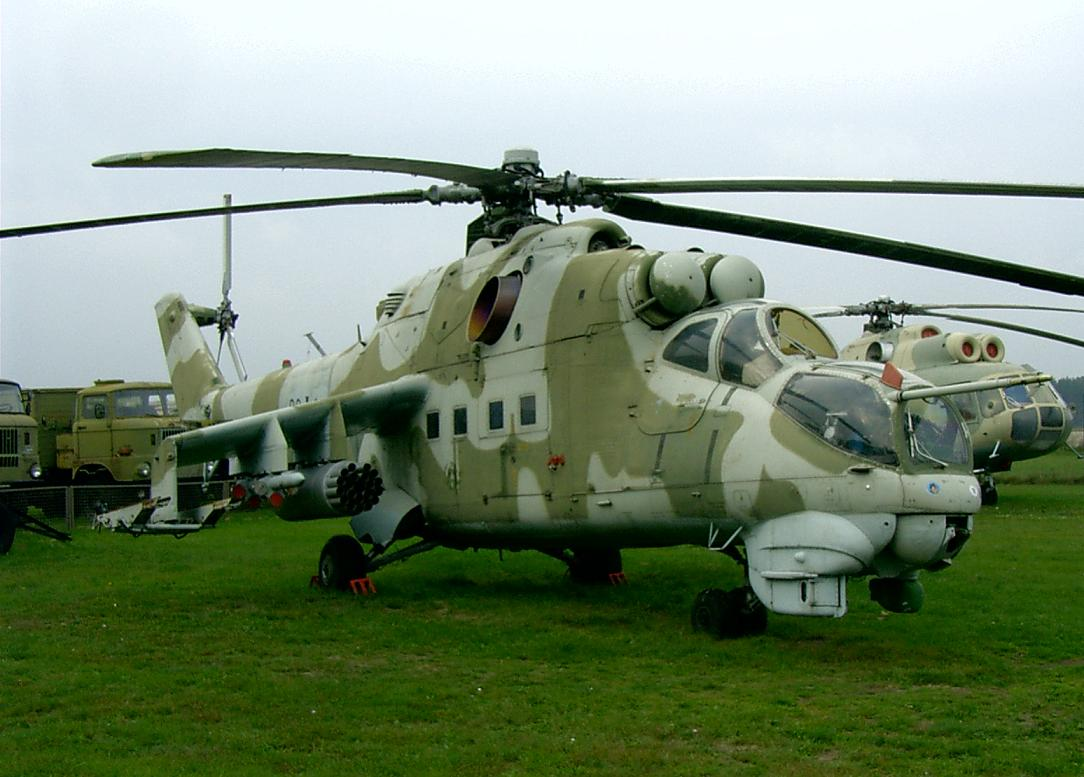
Dieser Mi-24D flog ab 1983 beim KHG-57/KHG-5 mit der taktischen Nummer 547

| Anzahl | Typ               |
| ------ | ----------------- |
| 10     | Mil Mi-8TB        |
| 20     | Mil Mi-24D        |
| 12     | Mil Mi-24P        |
| 1      | Mil Mi-8PS        |
| 4      | Mil Mi-9 (HSFA-5) |
| 4      | Mil Mi-2 (HSFA-5) |